# Adoxomyia bistriata
Adoxomyia bistriata är en tvåvingeart som först beskrevs av Enrico Adelelmo Brunetti 1912.  Adoxomyia bistriata ingår i släktet Adoxomyia och familjen vapenflugor. Inga underarter finns listade i Catalogue of Life.